# Philip Lowe
Philip Lowe (Wagga Wagga, 1961) es un economista australiano que es el actual gobernador del Banco de la Reserva de Australia, que sucedió a Glenn Stevens el 18 de septiembre de 2016. Anteriormente fue vicegobernador de Stevens desde febrero de 2012 hasta septiembre de 2016.

## Primeros años y educuaución
Lowe nació en Wagga Wagga, Nueva Gales del Sur, como el mayor de cinco hijos de la familia. Asistió a St Michael's High School y Trinity Senior High School. Más tarde, Lowe se mudó a Sídney y fue contratado por el RBA recién salido de la escuela secundaria. Inicialmente fue empleado como oficinista en 1980 a la edad de 17 años, mientras completaba su licenciatura en comercio en la Universidad de Nueva Gales del Sur asistiendo a clases nocturnas. Recibió honores de primera clase y la medalla universitaria en su graduación en 1985. Lowe luego completó un doctorado en 1994 en el Instituto de Tecnología de Massachusetts (MIT), con Paul Krugman como su asesor.

## Trayectoria
En 1997, Lowe fue nombrado jefe del Departamento de Investigación Económica de la RBA. Posteriormente dirigió el Departamento de Estabilidad Financiera del banco (de 1999 a 2000), el Departamento de Mercados Internos (de 2002 a 2003) y el Departamento de Análisis Económico (de 2003 a 2004)..  De 2000 a 2002, Lowe trabajó en el Banco de Pagos Internacionales en Suiza, como jefe de su División de Infraestructura e Instituciones Financieras. Fue nombrado asistente del gobernador (sistema financiero) en el RBA en 2004 y asistente del gobernador (económico) en 2009, y finalmente se convirtió en vicegobernador en 2012. En mayo de 2016, Scott Morrison (Tesorero de Australia) anunció que Lowe sucedería a Glenn Stevens al frente del RBA al final de su mandato en septiembre de 2016. Phillip Lowe informó que ganó 1 millón de dólares australianos en 2021 por su trabajo en el RBA. .